# Friedhof (Dossenheim)

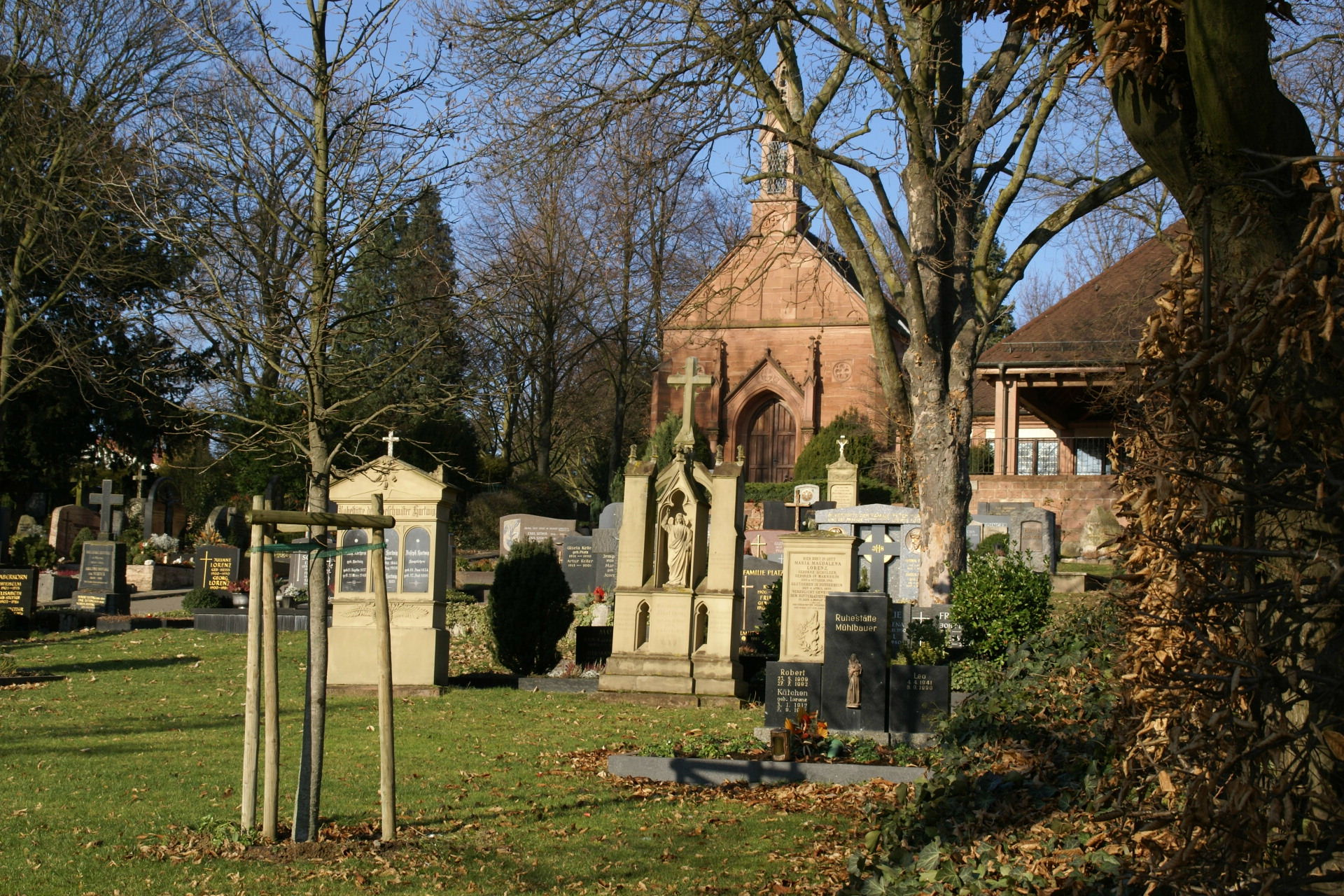
Friedhof in Dossenheim

Der Friedhof in Dossenheim im Rhein-Neckar-Kreis im nördlichen Baden-Württemberg wurde 1807 angelegt und später mehrfach erweitert.

## Geschichte
Der ursprüngliche Begräbnisplatz von Dossenheim befand sich um die heutige Evangelische Kirche, wurde jedoch nachdem im späten 18. Jahrhundert keine Möglichkeit zur Erweiterung mehr bestand, 1807 durch einen neuen, damals noch außerhalb des Dorfes gelegenen Friedhof nördlich des damaligen Zimmerplatzes (heutiger Rathausplatz) ersetzt. Im Verlauf des 19. Jahrhunderts wurde der Friedhof dann mehrfach nach Norden über den Reigartsbuckel hinweg erweitert. Der Friedhof war Begräbnisplatz für die Einwohner Dossenheims sowie derer des benachbarten und später eingemeindeten Schwabenheim.
1860 wurde auf eine Stiftung von Albert Lorenz (1776–1856) eine neogotische Friedhofskapelle nach Plänen von Bauinspektor Greiff errichtet. Das Grabdenkmal des Stifters und seiner Gattin blieb auf dem Friedhof in der Nähe der Kapelle erhalten. Die Kapelle war nach dem Willen des Stifters nur für katholische Gläubige vorgesehen, während für die evangelischen Gläubigen lediglich eine überdachte Vorhalle vorhanden war. Nach einigen Streitigkeiten darüber hat man die Kapelle bald für beide Konfessionen genutzt. Die Kapelle wurde 1938 um einen Raum zur Aufbahrung der Toten erweitert.
Gegen Ende des 19. Jahrhunderts hatte der Friedhof eine Fläche von etwa 0,9 Hektar erreicht und war teilweise ummauert. 1956 erfolgte eine Erweiterung um 0,2 Hektar nach Osten und bis 1962 um weitere 0,4 Hektar nach Norden. Mit Hinblick auf die Erschließung des östlich des Friedhofs gelegenen Wohngebiets Reigart 1964/65 erhielt der Friedhof nochmals einige Reserveflächen nach Norden und Osten und dehnte sich damit auf 2,1 Hektar aus. Da man für die kommenden Jahrzehnte jedoch einen Gesamtflächenbedarf von 4,2 Hektar errechnet hat, reservierte die Gemeinde auch noch weitere 2,5 Hektar nördlich des Gassenwegs, von denen 1969/70 jedoch ein etwa 12 Ar großes Teilstück zum Bau von Sozialwohnungen entnommen wurde.
Die Friedhofskapelle mit angebauter Leichenhalle hatte lange Jahre ihren Zweck mehr schlecht als recht erfüllt, da der Leichenhallenanbau von 1938 zu klein und nicht mehr zeitgemäß war und die Kapelle oft für die Zahl der Trauernden nicht ausreichte. Umbaupläne wurden ab den frühen 1960er Jahren geschmiedet, aber blieben lange unrealisiert, da man sich über die Zukunft des Friedhofs und des Standorts der Kapelle wegen der uneinheitlichen Flächenpolitik der 1960er Jahre nicht gänzlich sicher war. 1971 wurde ein Vordach vor dem Eingang zur Kapelle angebaut, um bei schlechter Witterung wenigstens einige weitere trockene Plätze anbieten zu können. Erst 1981 einigte sich der Gemeinderat, den Friedhof zu erhalten und die Kapelle grundlegend auszubauen. Statt des bisherigen Zellenanbaus erhielt die denkmalgeschützte Friedhofskapelle Mitte der 1980er Jahre einen großzügigen zweigeschossigen Anbau mit Aufbahrungsräumen im Untergeschoss und Erweiterung des Aussegnungsraumes im Erdgeschoss. Für den Anbau musste der neben der Kapelle angelegte Ehrenfriedhof etwas verlegt werden.

## Ehrenfriedhof

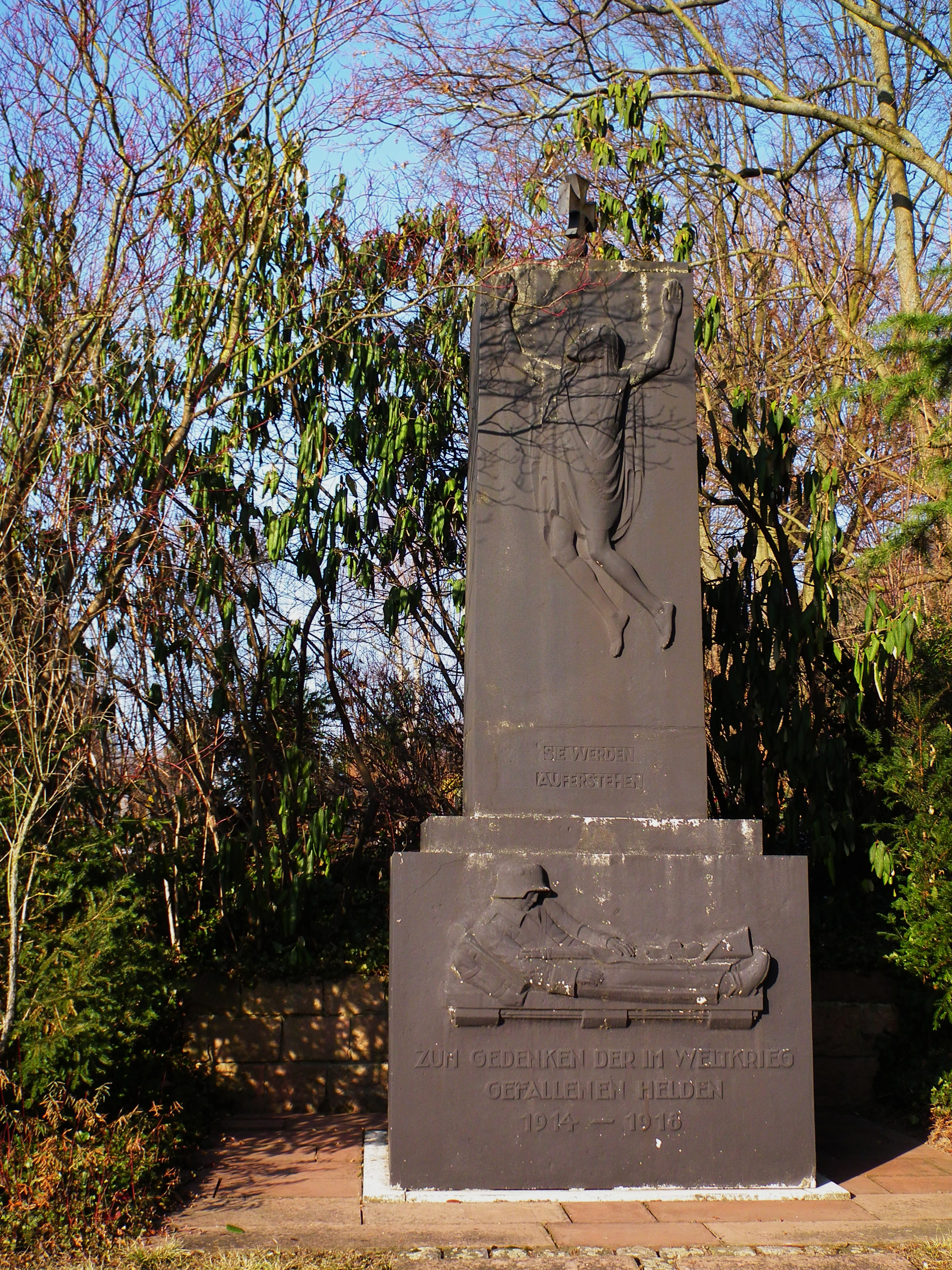
Kriegerdenkmal auf dem Friedhof von Dossenheim

1956 wurde östlich der Friedhofskapelle ein Ehrenfriedhof für die auf Dossenheimer Gemarkung gefallenen Soldaten und Zivilisten des Zweiten Weltkriegs angelegt. In diesem Bereich wurden später auch einige während des Wehrdienstes gestorbene Einwohner beigesetzt. Der Ehrenfriedhof wurde für den Kapellenanbau der 1980er Jahre etwas nach Osten verlegt.

## Ehrenmale
Vor dem Friedhof erstreckt sich zum Rathausplatz hin eine 1971 eingeweihte Totengedenkstätte. Deren zentrales Monument ist ein steinerner Sarkophag als Mahnmal und Gedenkstein für Kriegsopfer nach Plänen von Helmut Waldherr. Rechts vom Sarkophag wurde ein altes Ehrenmal für die Kämpfer und Gefallenen des Deutsch-Französischen Kriegs von 1870/71 aufgestellt, das seit 1896 auf dem Friedhof belegt ist. Links vom Sarkophag befindet sich ein 1929 nach Plänen von Steinel aus München errichtetes Kriegerdenkmal für die gefallenen Soldaten des Ersten Weltkriegs, das bis 1953 an der Stelle des heutigen Rathauses aufgestellt war. Das Denkmal hat bei der Umsetzung einige Schäden erlitten, zu deren Kaschierung es seitdem einen dunklen Anstrich trägt.